# Сытый, Евгений Александрович
Евге́ний Алекса́ндрович Сы́тый (23 мая 1969, Белово, Кемеровская область — 16 марта 2022, Москва), настоящая фамилия Костюко́в — российский актёр и режиссёр театра и кино. «Сытый» не является фамилией актёра, это псевдоним.

## Биография
Родился в семье шахтёра Александра Костюкова, работавшего на шахте Первомайская бригадиром. Позже семья переехала в город Киселёвск, а затем в Берёзовский. Там Сытый учился в школе № 16. Окончил горно-электромеханический факультет Политехнического института. Одновременно играл в команде КВН «Сибирские богатыри». Играл в рок-группе «СкладЫ», где был вокалистом и автором песен.
С 1991 года работал в театре «Ложа», организованном Евгением Гришковцом. Принимал участие практически во всех постановках театра. В 2014 году режиссёр МХАТа Александр Молочников пригласил Сытого на роль эрцгерцога Франца Фердинанда в работе «19.14»; в том же спектакле он сыграл роли француза и отца немецкого солдата. В 2016 году стал постоянным членом труппы МХАТа.
С 2003 года снимался в кино. Дебютом стала эпизодическая роль в фильме «Коктебель». В 2006 году сыграл роль второго плана в кино — в фильме «Свободное плавание». Позже снимался в главных ролях в фильмах «Сумасшедшая помощь», «Жить», «Пока ночь не разлучит», «Долгая счастливая жизнь» и других. В 2017 году снялся в роли слуги Якима в фильме «Гоголь. Начало».
В 1999 году дебютировал в роли театрального режиссёра спектаклем «Угольный бассейн».
В лице Сытого страна может получить актёра уровня Леонова. Дарование огромное. Но Сытому нужен режиссёр. Который не подпадёт под его народное обаяние (а всё, что Женя ни сделай — обаятельно). Который не станет каждую секунду радоваться его самобытности и соглашаться со всем, что Женя предложит (а он может в течение съёмочного дня предложить 50 вариантов). Сытого дисциплинировать надо. Он артист, идеями фонтанирующий, но дикий — может сыграть что-то удивительное, и не заметить этого, не запомнить. Сытый очень естественен и в жизни, и в кино. Он документален. Он будто не замечает, что рядом стоит камера. То же и на сцене — будто нет никаких зрителей. То же и по отношению к ролям — он очень чует текст. Не думаю, что стоит делать из Сытого только народного персонажа. Ведь и Леонов лучше всего прозвучал в несвойственном материале — «Старший сын», «Слёзы капали», «Мимино». С Сытым то же самое. Если ему Эдгара По дать — тогда да, он может быть очень даже драматичным.Евгений Гришковец
Скончался 16 марта 2022 года после тяжёлой болезни. Прощание прошло 18 марта в МХТ. Был похоронен на родине, в Кемеровской области.

## Псевдоним
Сам Евгений объяснил возникновение псевдонима:
Ещё в студенческие годы, когда мы «играли в театр» с Гришковцом, мы всё придумывали себе псевдонимы, но прижился только Сытый… История у псевдонима реальная. Она личная, из жизни, из детства. 45 лет назад молодой папа, держа на руках кулёк с новорождённым сыном внутри, посетовал: «Да что же он всё спит и спит…», а мама ответила: «Сытый, хорошо ему, вот и спит...»

## Личная жизнь
У Сытого есть два сына, Александр и Глеб Костюковы.

## Творчество

### Роли в театре

#### Театр «Ложа»
- «Мы плывём» (1991) — Матрос
- «Сингулариа тантум» (1992) — Народ
- «Осада» (1993) — Ветеран
- «Зима» (1994) — Ермак
- «По По» (1995) — Человек в чёрной перчатке
- «Люди в поисках гармонии» (1995) — Один из шести
- «Было тихо» (1997) — Человек, которого нет (один из троих)
- «Угольный бассейн» (1999) — Бригадир
- «Планета неведомых сил добра» (2001) — Жёлтый
- «Покет Моби Дик» (2003) — Гарпунёр
- «Новогодняя сказка» (2006) — Красивая мысль
- «Закон природы» (2007) — Филин

#### МХАТ имени А. П. Чехова
- «19.14» — Отец
- «Dreamworks* *Мечтасбывается» — Лама Джон
- «Бунтари» — актёр
- «В. Ж.» — Михаил
- «Светлый путь. 19.17» — Кухарки, родственницы, физкультурницы, солдаты, казаки, смолянки, горничные, Чевенгурцы

### Роли в кино
1. 2003 — «Коктебель» — Обходчик
2. 2006 — «Свободное плавание» — Бригадир Рослов
3. 2009 — «Сумасшедшая помощь» — белорусский гастарбайтер
4. 2009 — «Короткое замыкание» — муж в новелле «Позор»
5. 2011 — «Фарфоровая свадьба» — маньяк
6. 2011 — «Жить» — отец Артёма
7. 2012 — «Пока ночь не разлучит» — официант
8. 2012 — «Долгая счастливая жизнь» — Женя
9. 2012 — «Здрасьте, приехали!» — Борис
10. 2012 — «Некуда спешить» — администратор-актриса в новелле «Спасительный туннель»
11. 2013 — «Ещё один год» — пассажир такси
12. 2014 — «Зоин день» — сосед Зои
13. 2015 — «Орлеан» — полицейский
14. 2015 — «Страна чудес» — Борис
15. 2015 — «Озабоченные, или Любовь зла» — Вячеслав Александрович
16. 2016 — «Пушкин» — Альберт Валентинович
17. 2016 — «Красные браслеты» — санитар Коля
18. 2016 — «Матрёшка»
19. 2017 — «Вы все меня бесите» — Антон Викторович Тименко
20. 2017 — «Гоголь. Начало» — Яким Нимченко
21. 2017 — «Знак» — посетитель
22. 2017 — «Лалай-Балалай» — Олег Маратович
23. 2017 — «Сердце мира»
24. 2017 — «Аритмия» — сын умершей пациентки
25. 2018 — «О чём говорят мужчины. Продолжение» — десантник
26. 2018 — «Облепиховое лето» — Борис, актёр
27. 2018 — «Гоголь. Вий» — Яким Нимченко
28. 2018 — «Гоголь. Страшная месть» — Яким Нимченко
29. 2019 — «Гоголь» — Яким
30. 2019 — «Большая поэзия»
31. 2019 — Чернобыль: Зона отчуждения. Финал — Павел Андреевич Голухов, глава межгосударственной комиссии по урегулированию проблемы ЧАЭС
32. 2019 — «Эпидемия» — Николай Петрович (дядя Коля), водитель машины скорой помощи
33. 2019 — «Герой по вызову» — Андрей Антонович Тихонов, полковник полиции
34. 2020 — «На острие» — отец Киры Егоровой
35. 2022 — «Далёкие близкие» — Борис
36. 2022 — «Нулевой пациент» — Георгий
37. 2022 — «Закрыть гештальт» — Кувшинов
38. 2023 — «Снегирь» — Дед

39. 2020 — "Папа закодировался" — Анатолий 

## Награды
- Медаль «За веру и добро»[3]
- Медаль «За служение Кузбассу»[3]
- Медаль «70 лет Кемеровской области»[3]
- Орден «Доблесть Кузбасса»[3]